# Sonolor
Sonolor é uma antiga equipa francesa de ciclismo profissional em estrada, dirigida durante as temporadas 1969 a 1974 por Jean Stablinski. O seu líder era o campeão belga Lucien Van Impe.
Final 1974, a equipa Sonolor-Gitana é dissoute e a enquadramento técnica e uma boa parte dos corredores apanham o equipa ciclista Gitana-Frigécrème.

## Diferentes nomes
- 1974 : Sonolor-Gitane
- 1972-1973 : Sonolor
- 1969-1971 : Sonolor-Lejeune

## Patrocinadores
- Sonolor : fabricante de rádios e de televisores
- Gitane foi um fabricante de bicicletas
- Lejeune foi um fabricante de bicicletas

## Palmarés

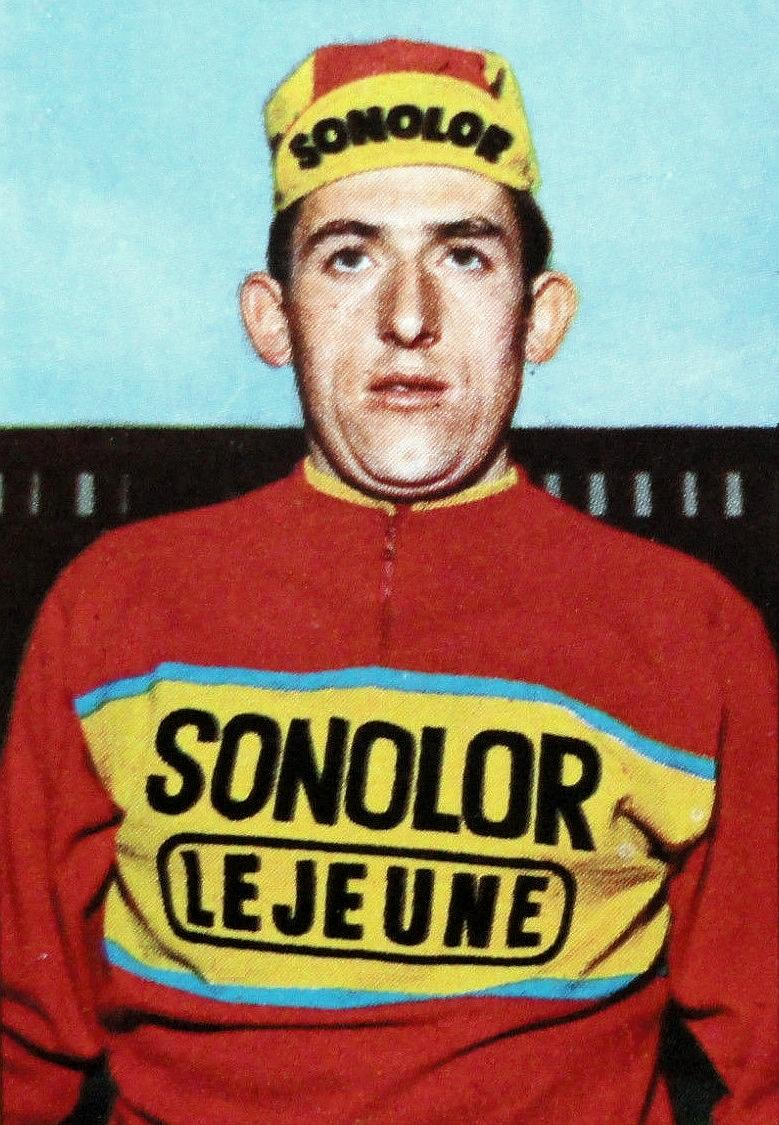
Bernard Guyot em 1969.

- 8.º do Tour de France (Mariano Martinez)
- 3.º do Campeonato do mundo de ciclismo (Mariano Martinez)
- 2.º do Campeonato da França de meio-fundo (Enzo Mattioda)
- Grande Prêmio de Plouay (Raymond Martin)
- Grande Prêmio de Denain de 1974 (Willy Teirlinck)
- Grande Prêmio de Fourmies (Willy Teirlinck)
- 1 etapa da etapa da Tour de Luxemburgo (Willy Teirlinck)
- 1 etapa da Estrela das Esperanças (Willy Teirlinck)
- Tour de l'Oise (Robert Mintkiewicz)
- 1 etapa da Volta mediterrânea (Willy Van Neste)
- 1 etapa da Tour de l'Aude (Claude Tollet)
- 1 etapa do Grande Prêmio de Midi Livre (René Dillen)
- Herald Sun Tour (Graham Mac Villy)

## Corredores

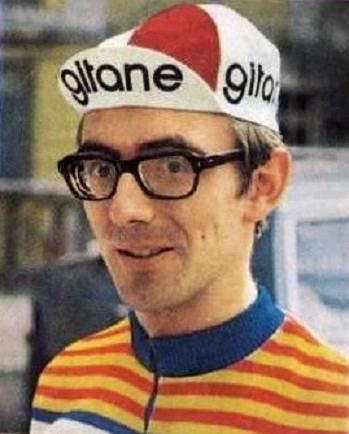
Mariano Martinez em 1974

| - Lucien Aimar ; 1970-1971 - Gilbert Bellone; 1970-1971 - Gérard Besnard ; 1973-1974 - Christian Blain ; 1972 - Jacques Botherel ; 1972-1974 - Eduardo Castelló ; 1973 - José Catieau ; 1969-1972 - José De Cauwer ; 1973-1974 - Willy De Waele ; 1969 - Édouard Delberghe ; 1969 - René Dillen ; 1973-1974 - Jean-Pierre Ducasse ; 1969 - Jean Graczyk ; 1969-1970 - Fernand Etter ; 1969 - Henri-Paul Fino ; 1972 - Serge Guillaume ; 1972 - Bernard Guyot ; 1969-1972 - Claude Guyot ; 1969-1970 | - Jean-Pierre Guillemot ; 1973 - Yves Hézard ; 1971-1973 - Bernard Hinault ; 1974 - Barry Hoban ; 1970-1971 - Ferdinand Julien ; 1974 - Serge Lapébie ; 1970-1971 - Jean-Claude Largeau ; 1974 - Maurice Le Guilloux ; 1974 - Claude Magni ; 1973 - Raymond Martin ; 1974 - Mariano Martínez ; 1974 - Enzo Mattioda ; 1974 - Graham Mac Villy ; 1974 - Robert Mintkiewicz ; 1969-1974 - Jean-Luc Molineris ; 1971-1972 - Alain Nogues ; 1974 - Henri Rabaute ; 1972 - Yves Ravaleu ; 1969-1970 | - Daniel Rebillard ; 1969-1972 - Walter Ricci ; 1970-1972 - Raymond Riotte ; 1970-1973 - Michel Roques ; 1972-1973 - Jean-Jacques Sanquer ; 1971-1972 - René Savary ; 1973 - Tino Tabak ; 1973 - Jean-Claude Theillière ; 1969-1970 - Willy Teirlinck ; 1970-1974 - Claude Tollet ; 1972-1974 - Jan Van De Wiele ; 1971 - Lucien Van Impe ; 1969-1974 - Willy Van Neste ; 1973-1974 - Daniel Vanryckeghem ; 1971-1972 - André Wilhelm ; 1969-1970 depois 1973 - Michael Wright ; 1974 - André Zimmermann ; 1969 - Albert Zweifel ; 1973 |

## Efectivos

### 1969
| Integrantes da equipe 1969                   | Integrantes da equipe 1969 | Integrantes da equipe 1969      | Integrantes da equipe 1969 |
| Ciclista                                     | Data de nascimento         | Equipe anterior                 |                            |
| -------------------------------------------- | -------------------------- | ------------------------------- | -------------------------- |
| Stéphan Abrahamian                           | 5 setembro 1946            |                                 |                            |
| Joël Blevin (1 jan.–31 mai.)                 | 13 março 1947              | Pelforth-Sauvage-Lejeune (1968) |                            |
| Michel Bon (1 jan.–19 fev., Nota)            | 9 setembro 1944            | Frimatic-de Gribaldy (1968)     |                            |
| José Catieau                                 | 17 julho 1946              | Pelforth-Sauvage-Lejeune (1968) |                            |
| Philippe Crépel                              | 12 janeiro 1945            | Pelforth-Sauvage-Lejeune (1968) |                            |
| Willy De Waele (1 set.–31 dez.)              | 24 outubro 1944            |                                 |                            |
| Édouard Delberghe                            | 4 outubro 1935             | Pelforth-Sauvage-Lejeune (1968) |                            |
| Aimable Denhez                               | 30 novembro 1941           |                                 |                            |
| Jean-Pierre Ducasse (1 jan.–19 fev., Nota)   | 16 julho 1944              |                                 |                            |
| Fernand Etter                                | 4 agosto 1941              |                                 |                            |
| Roger Gilson (2 jun.–31 dez.)                | 19 setembro 1947           |                                 |                            |
| Jean Graczyk                                 | 26 maio 1933               | Margnat-Paloma-Dunlop (1964)    |                            |
| Bernard Guyot                                | 19 novembro 1945           | Pelforth-Sauvage-Lejeune (1968) |                            |
| Claude Guyot                                 | 16 janeiro 1947            | Pelforth-Sauvage-Lejeune (1968) |                            |
| Henri Heintz                                 | 17 julho 1946              | Pelforth-Sauvage-Lejeune (1968) |                            |
| Jean-Pierre Huby                             | 12 março 2025              |                                 |                            |
| René Panagiotis                              | 3 agosto 1946              |                                 |                            |
| Francisco Perez Rodriguez                    | 1 novembro 1945            |                                 |                            |
| Michel Quinchon                              | 28 agosto 1949             |                                 |                            |
| Yves Ravaleu                                 | 5 setembro 1945            |                                 |                            |
| Jean-Claude Theillière                       | 23 maio 1944               | BiC (1968)                      |                            |
| Christiaan Van de Gehuchte (18 ago.–31 dez.) | 1 junho 1945               |                                 |                            |
| Lucien Van Impe (26 jun.–31 dez.)            | 20 outubro 1946            |                                 |                            |
| André Wilhelm                                | 7 fevereiro 1943           |                                 |                            |
| André Zimmermann                             | 20 fevereiro 1939          | Peugeot-BP-Michelin (1968)      |                            |
|                                              |                            |                                 |                            |
| Fonte: Cycling Archives                      |                            |                                 |                            |

Nota: Stéphan Abrahamian
Nota: Michel Bon, morte
Nota: Jean-Pierre Ducasse, morte